# Field Studies
Field Studies — четвёртый студийный альбом американской инди-рок группы Quasi из Портленда (штат Орегон). Он был выпущен 7 сентября 1999 года на лейбле Up Records. В Европе альбом был выпущен лейблом Domino Records. В группе играют бывшие супруги Сэмуель Кумс (вокал, гитара, клавишные, бас) и Джанет Вайсс (вокал и ударные, из группы Sleater-Kinney).

## Отзывы
| Оценки критиков                   | Оценки критиков |
| Источник                          | Оценка          |
| --------------------------------- | --------------- |
| Allmusic                          | [ 1 ]           |
| The Austin Chronicle              | [ 2 ]           |
| Christgau's Consumer Guide        | [ 3 ]           |
| The New Rolling Stone Album Guide | [ 4 ]           |
| NME                               | 8/10            |
| Pitchfork                         | 6.3/10          |
| Rolling Stone                     | [ 7 ]           |
| Spin                              | 8/10            |
| The Times                         | 8/10            |

Альбом получил положительные отзывы музыкальных критиков. Боб Гендрон из Allmusic отметил, что «Джанет Вайс вместе с бывшим выпускником группы Heatmiser Сэмом Кумсом сумела тонко собрать ещё один достойный альбом. Тексты песен привязаны к конкретным образам и притягивают ваш слух к тем картинам, которые вызывают их слова. Нескольким песням не хватает переплетающихся ритмов, которые делают Field Studies особенно восхитительными, но их меньшинство. Будучи преданным Flaming Lips и другим мастерам слащавого поп-диссонанса, Field Studies — это витрина интеллектуальных сюрпризов и неловкой красоты».

## Список композиций
1. «All the Same» — 4:05
2. «The Golden Egg» — 5:16
3. «The Skeleton» — 1:41
4. «The Star You Left Behind» — 4:35
5. «Empty Words» — 3:53
6. «Birds» — 2:32
7. «A Fable with No Moral» — 7:31
8. «Under a Cloud» — 2:32
9. «Me and My Head» — 3:30
10. «Two by Two» — 2:04
11. «It Don’t Mean Nothing» — 1:48
12. «Bon Voyage» — 4:01
13. «Smile» — 3:29
14. «Let’s Just Go» — 2:10